# 52 Pułk Piechoty Strzelców Kresowych

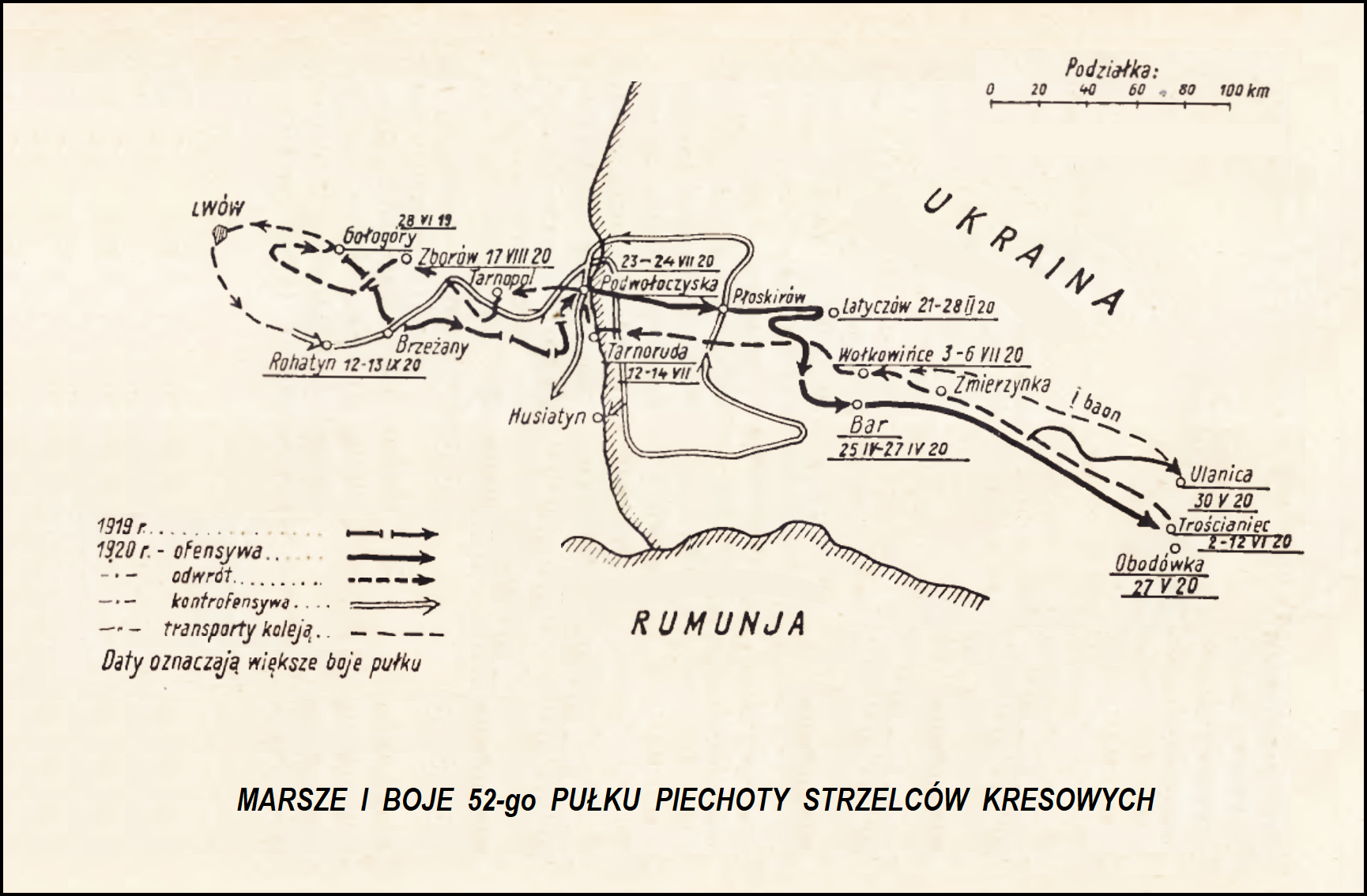
Marsze i boje 52 pp

52 Pułk Piechoty Strzelców Kresowych (52 pp) – oddział piechoty Armii Polskiej we Francji i Wojska Polskiego II RP.

## Pułk w walce o granice
W grudniu 1919 batalion zapasowy pułku stacjonował we Lwowie.
25 kwietnia 1920 12 Dywizja Piechoty przerwała front sowiecki pod Bucniami. Jednak grupa płk. Leona Silickiego została zatrzymana pod Wasiutyńcami i nie zdołała obejść Baru od północnego wschodu. Dlatego dowódca dywizji płk Marian Żegota-Januszajtis zdecydował się na atak frontalny i skierował pod Bar 52 pułk piechoty, wzmocniony III dywizjonem 12 pułku artylerii polowej.
Dowódca pułku kpt. Piotr Kończyc zdecydował się na natarcie nocne. Na most zachodni miały uderzyć 6 i 8 kompania z plutonem saperów i plutonem działek piechoty, pod ogólnym dowództwem por. Jana Witowskiego, a na wschodni 5 i 7 kompania z plutonem karabinów maszynowych ppor. Tomasika, pod ogólnym dowództwem por. Dyby. 10 kompania stanowiła odwód pierwszej grupy. 27 kwietnia około 0.30, po krótkim przygotowaniu artyleryjskim, kompanie ruszyły do natarcia. 6 kompania ppor. Marcina Nawrockiego, wzmocniona saperami, podeszła do samego mostu. Osłonę ogniową swoimi karabinami maszynowymi zapewnił por. Baran. Mimo silnego oddziaływania sowieckiej broni maszynowej, most został zdobyty, ale dalszy atak okazał się niemożliwy. Celem wzmocnienia natarcia, do walki weszła 8 kompania. W wyniku krwawych i zażartych walk udało się pierwszej grupie wejść do miasta. 
W tym samym czasie 7 kompania ppor. Budryka szturmowała wschodni most, a 5 kompania usiłowała kilkakrotnie uderzyć na miasto. W tej sytuacji dowódca grupy por. Dyba nakazał ponowne przygotowanie szturmu z wykorzystaniem ognia granatów karabinowych. W walce na bagnety i granaty ręczne udało się ostatecznie przejść przez most. Nad ranem rozpoczęto  walki uliczne. Nieprzyjaciel stawiał silny opór, a polskie kompanie walczyły o każdy dom. Walki uliczne trwały do wczesnych godzin południowych. Po południu oddziały 45 Dywizji Strzelców wycofały się z miasta.
Nocą z 11 na 12 września dwa bataliony 52 pułku piechoty zluzowały w rejonie Rohatyna odchodzące do odwodu pododdziały 37 pułku piechoty.
W obronie Rohatyna pozostał też II/37 pp.
Rano 12 września artyleria sowiecka otworzyła ogień na polskie stanowiska. Po przygotowaniu artyleryjskim do ataku ruszyła piechota 41 Dywizji Strzelców wspierana przez kozaków z 8 Dywizji Kawalerii. Sowieckie uderzenie wyparło Polaków z Putiatyńców i Babuchów, a następnie także z Czartowej Góry i zagroziło Rohatynowi. Kontratakujący na Babuchów odwodowy batalion 52 pp został otoczony przez oddziały 8 DK i poniósł wysokie straty. Towarzyszące mu 6 i 7 baterie 4 pułku artylerii polowej ogniem „na wprost” odrzuciły szarżę kawalerii i umożliwiły piechocie wycofanie się. Kontynuując uderzenie, oddziały sowieckich 41 DS i 8 DK wdarły się do Rohatyna. Dopiero kontratak II/37 pp i I/52 pp wyrzucił je z miasta.
| Obsada personalna pułku        | Obsada personalna pułku                 | Obsada personalna pułku |
| Stanowisko                     | Stopień, imię i nazwisko                | Czasokres               |
| ------------------------------ | --------------------------------------- | ----------------------- |
| Dowódca pułku                  | mjr. Władysław Obast                    | XI 1919−                |
| Dowódca pułku                  | p.o. kpt. Piotr Kończyc                 | 26 XI−12 XII 1919       |
| Dowódca pułku                  | płk Konstanty Oświęcimski               | ranny 2 VI              |
| Dowódca pułku                  | kpt. Piotr Kończyc                      | 3–26 VI                 |
| Dowódca pułku                  | mjr Anatol Laudański                    | 27 VI– 22 VII           |
| Dowódca pułku                  | ppłk Konstanty Oświęcimski              | 23 VII–1 VIII           |
| Dowódca pułku                  | kpt. Piotr Kończyc                      | od 2 VIII               |
| Adiutant                       | por. Tadeusz Pawlik                     | XI 1919−                |
| Kapelan                        | ks. Józef Krupa                         |                         |
| Lekarz                         | ppor. lek. dr Dawid Balter              |                         |
| Lekarz                         | por. lek. dr Zygmunt Perzanowski        |                         |
| Lekarz                         | kpt. lek. Adolf Narkiewicz              | od 30 VII               |
| Lekarz                         | por. lek. Herman Wasserman              |                         |
| Oficer łączności               | por. Jan Grabowski                      |                         |
| Oficer broni i gazowy          | ppor. Stanisław Matuszczyk              |                         |
| Oficer broni i gazowy          | ppor. Piotr Ilkowski                    |                         |
| Dowódca plutonu dział piechoty | ppor. Kazimierz Olszański               |                         |
| Dowódca I batalionu            | w.z. por. Franciszek Capała             | XI 1919−                |
| Dowódca I batalionu            | por. Piotr Kaczała (IV, V)              |                         |
| Dowódca I batalionu            | kpt. Lucjan Trzebiński                  |                         |
| Dowódca I batalionu            | mjr szt. gen. Bogusław Szul-Skjóldkrona | †29 V                   |
| Dowódca I batalionu            | kpt. Władysław Bartosik                 |                         |
| Dowódca I batalionu            | kpt. Czesław Bereza                     | VI-VII                  |
| Dowódca I batalionu            | kpt. Julian Kownacki                    | od 12 VII               |
| Adiutant                       | ppor. Augustyn Lewkowicz                | XI 1919−                |
| Oficer prowiantowy             | ppor. Jerzy Przybylski                  |                         |
| Lekarz                         | ppor. podlek. Marian Śmietański         |                         |
| Dowódca 1 kompanii             | ppor. Albin Budryk                      | XI 1919−                |
| Dowódca 1 kompanii             | por. Franciszek Capała                  |                         |
| Dowódca plutonu                | por. Jerzy Przybylski                   |                         |
| Dowódca plutonu                | ppor. Alfred Podolak                    |                         |
|                                | ppor. Stanisław Młyński                 | XI 1919−29 VI           |
| Dowódca 2 kompanii             | ppor. Alojzy Mazurkiewicz               |                         |
| Dowódca 2 kompanii             | ppor. Władysław Grochola                |                         |
| Dowódca 3 kompanii             | por. Jan Stec                           | XI 1919−                |
| Dowódca 3 kompanii             | ppor. Stanisław Kochański               | do 19 VI                |
| Dowódca 3 kompanii             | ppor. Jan Markiewicz                    | do 30 VII               |
| Dowódca 3 kompanii             | por. Franciszek Słabicki                |                         |
| Dowódca 4 kompanii             | por, Tadeusz Ryczel                     | od 29 V                 |
| Dowódca 4 kompanii             | ppor. Edward Jasiński                   | ranny 29 VII            |
| Dowódca 4 kompanii             | ppor. Mieczysław Rozmus                 |                         |
| Dowódca 1 kompanii km          | por. Mieczysław Matyja                  | XI 1919−                |
| Dowódca plutonu                | ppor. Karol Broźyna                     |                         |
| Dowódca II batalionu           | kpt. Piotr Kończyc                      | XI 1919−VI 1920         |
| Dowódca II batalionu           | por. Jan Witowski                       | VII                     |
| Dowódca II batalionu           | por. Piotr Kaczała                      |                         |
| Adiutant                       | ppor. Leszek Bielczyk                   | XI 1919−                |
| Oficer gospodarczy             | ppor. Romuald Brzeziński                |                         |
| Oficer gazowy                  | pchor./ppor. Stanisław Matuszczyk       |                         |
| Lekarz                         | por. lek, dr Dawid Balter               |                         |
| Dowódca 5 kompanii             | por. Józef Dyba                         | XI 1919−                |
| Dowódca 6 kompanii             | ppor./por. Marcin Nawrocki              | XI 1919−† 13 VII        |
| Dowódca 6 kompanii             | ppor. Leon Bochenek                     |                         |
| Dowódca plutonu                | ppor. Józef Rojecki                     |                         |
| Dowódca plutonu                | pchor. Witold Zakrzewski                |                         |
| Dowódca 7 kompanii             | por. Jan Witowski                       | XI 1919−do 3 IX         |
| Dowódca 7 kompanii             | ppor,. Albin Budzyk                     |                         |
| Dowódca 7 kompanii             | ppor. Adam Krzywicki                    |                         |
| Dowódca 7 kompanii             |                                         |                         |
| Dowódca 8 kompanii             | por. Józef Kiczka                       | ranny 27 IV             |
| Dowódca 8 kompanii             | ppor. Józef Pałac                       |                         |
| Dowódca 2 kompanii km          | ppor. Stanisław Baran                   | XI 1919−                |
| Dowódca plutonu                | ppor. Mikołaj Tomasik                   |                         |
| Dowódca III batalionu          | kpt. Czesław Bereza                     | XI 1919−                |
| Dowódca III batalionu          | kpt. Henryk Serwaczyński                | V                       |
| Dowódca III batalionu          | por. Piotr Kaczała                      | VI VII                  |
| Dowódca III batalionu          | kpt. Czesław Bereza (VIII IX)           |                         |
| Dowódca III batalionu          | por. Jan Karlijet                       |                         |
| Adiutant                       | ppor. Józef Stojek                      | XI 1919−                |
| Lekarz                         | ppor. podlek. Andrzej Harasimowicz      |                         |
| Oficer prowiantowy             | por. Adolf Dziedzina                    |                         |
| Dowódca 9 kompanii             | por. Antoni Wojnar                      | XI 1919−                |
| Dowódca 9 kompanii             | ppor. Jan Ślisz                         |                         |
| Dowódca 10 kompanii            | ppor. Czesław Hoflmokl                  | XI 1919−                |
| Dowódca plutonu                | ppor. Mieczysław Terlikowski            |                         |
| Dowódca 11 kompanii            | por. Jan Karlijet                       | XI 1919−                |
| Dowódca plutonu                | ppor. Kazimierz Burtowy                 |                         |
| Dowódca 12 kompanii            | por. Paweł Kornaus                      |                         |
| Dowódca plutonu                | ppor. Tomasz Lichota                    |                         |
| Dowódca 3 kompanii km          | por, Władysław Kordecki                 | XI 1919−                |
| Dowódca plutonu                | ppor. Mieczysław Sawicki                |                         |
| Dowódca kompanii technicznej   | ppor. Stanisław Ilkowski                | od 28 IV                |
| Dowódca plutonu                | ppor. Tadeusz Ryczel                    |                         |
| Oficer pułku                   | por. Michał Czernysz- Czernichowski     | ranny 2 V               |
| Oficer pułku                   | por. Jan Wiktorski                      |                         |
| Oficer pułku                   | por. Antoni Wojrak                      |                         |
| Oficer pułku                   | ppor. Franciszek Drahokopil             |                         |
| Oficer pułku                   | ppor. Hliwicz ?                         | od 29 IX                |
| Oficer pułku                   | ppor. Bronisław Kłus                    |                         |
| Oficer pułku                   | ppor. Kazimierz Konopka                 | od 29 IX                |
| Oficer pułku                   | ppor. Różecki ?                         |                         |
| Oficer pułku                   | ppor. Zygmunt Wiśniowski                |                         |
| Lekarz                         | ppor. lek. dr Emanuel Halpern           |                         |
| Oficer sanitarny               | pchor. san. Kazimierz Eckstein          |                         |

### Mapy walk pułku w 1920

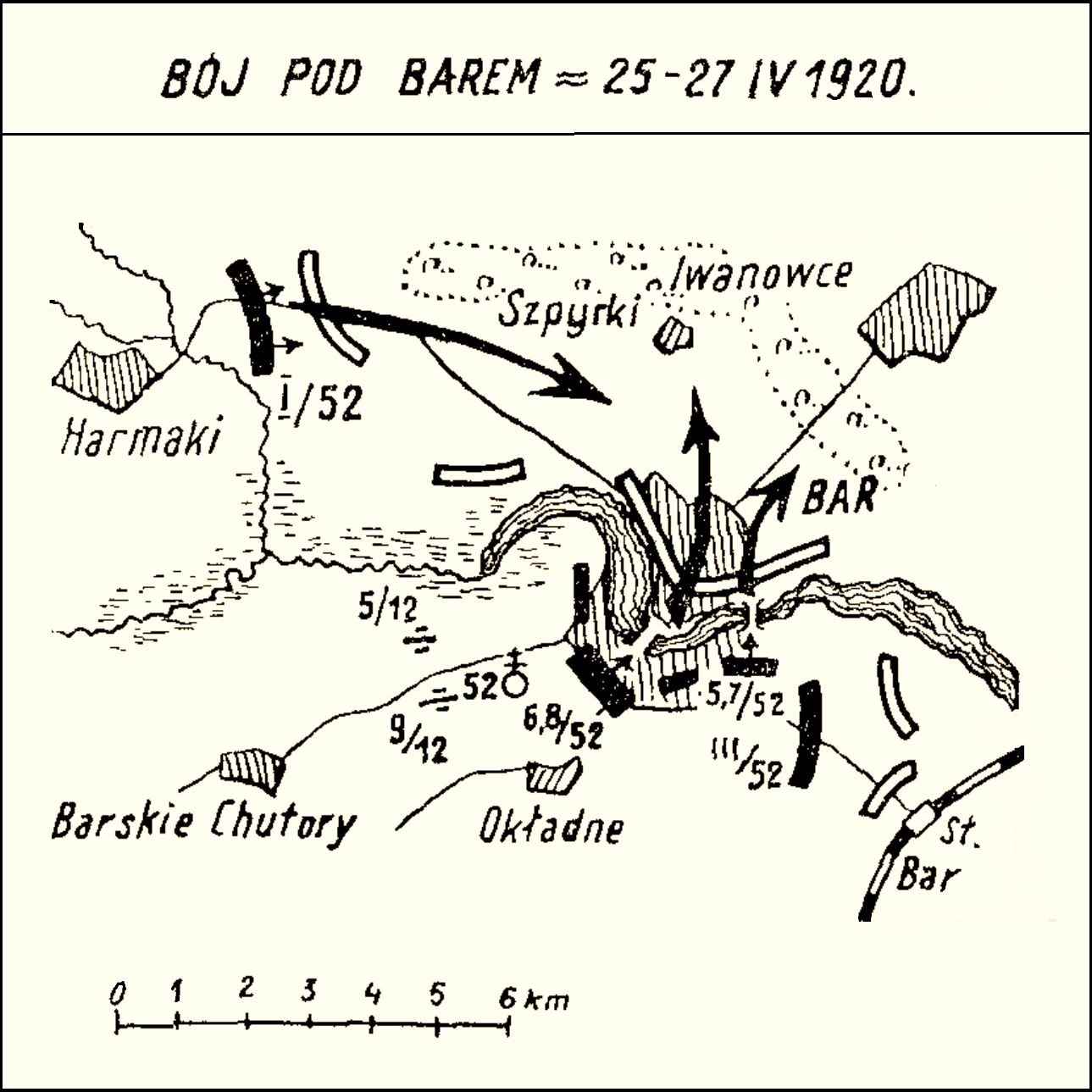
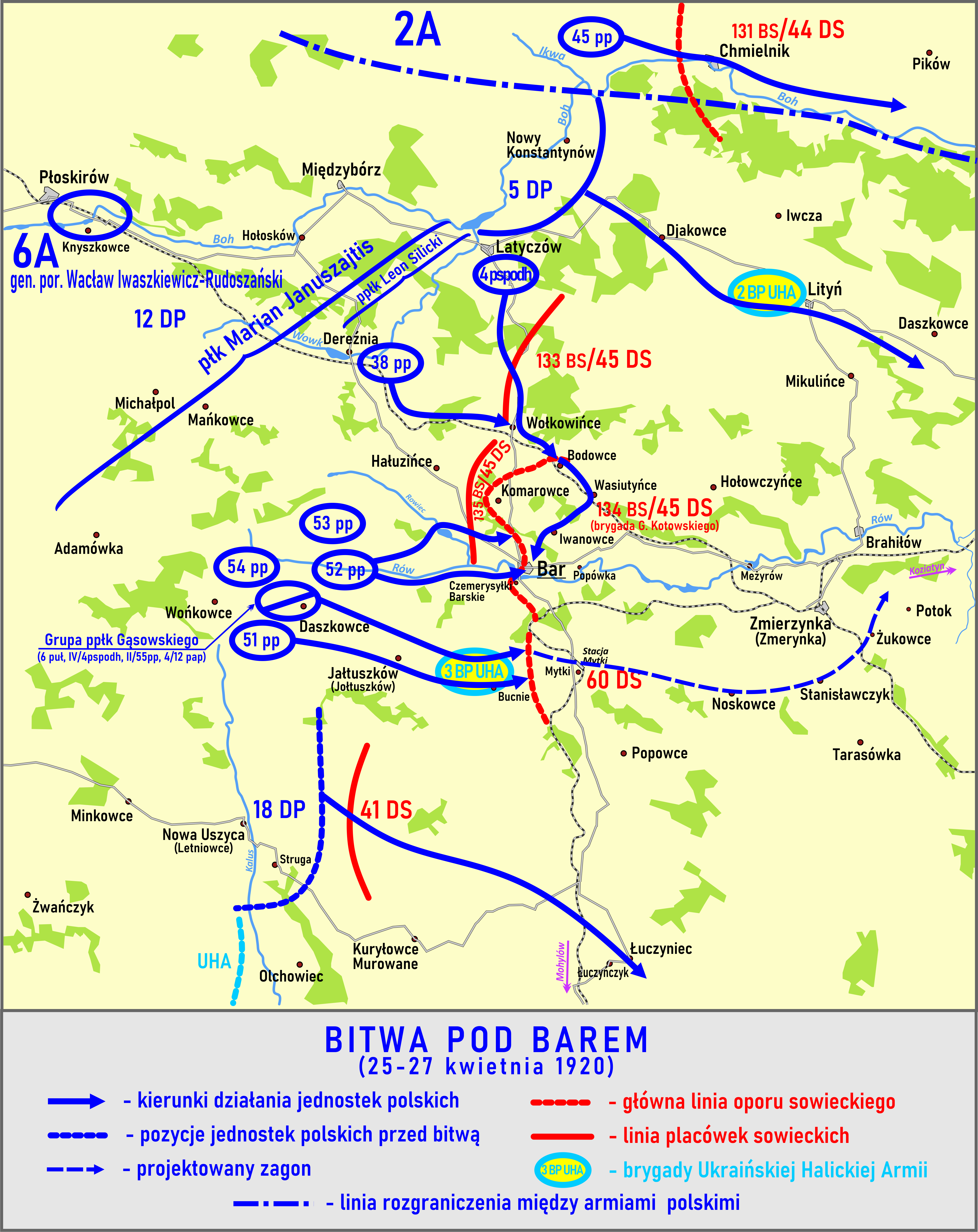
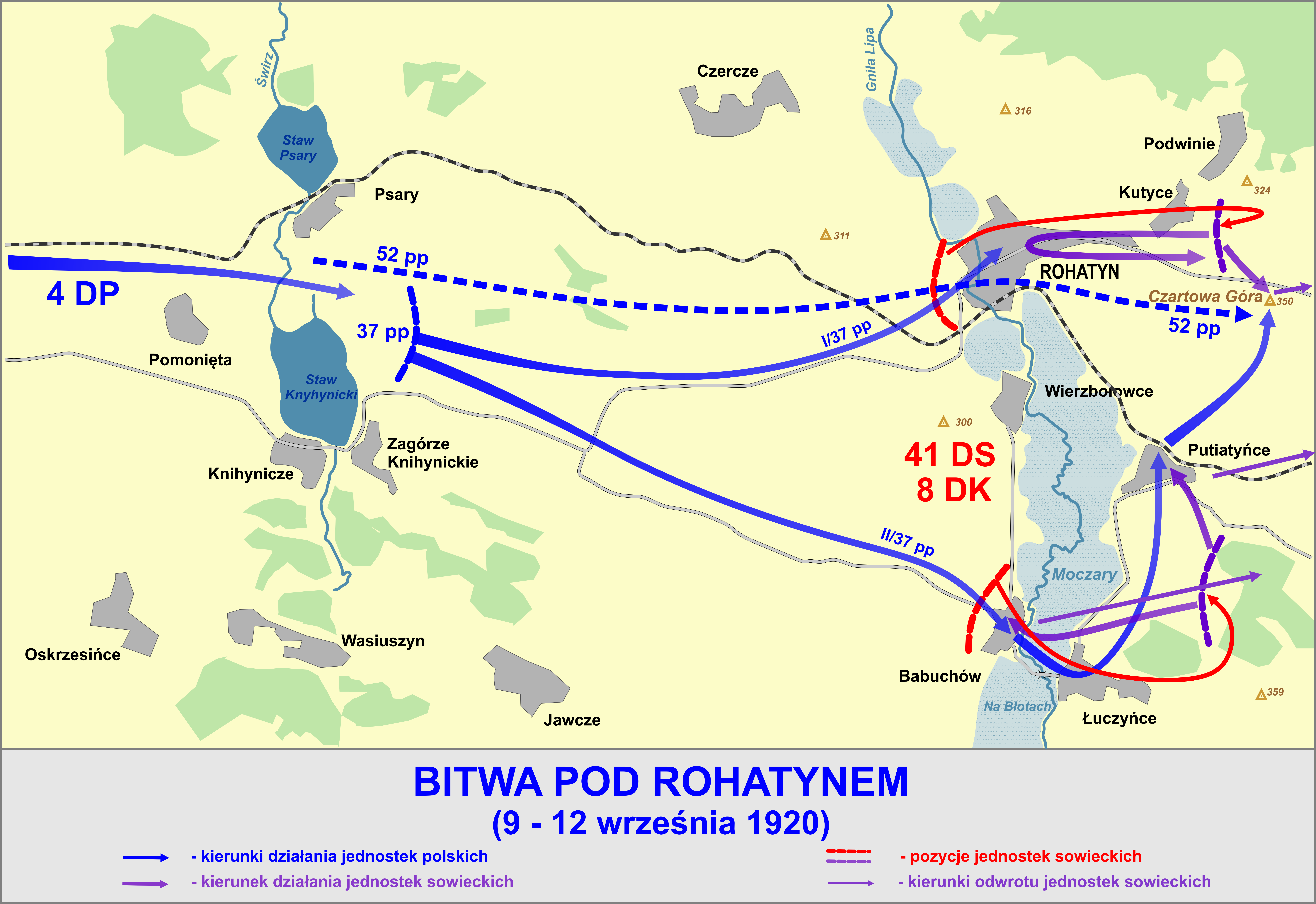

### Kawalerowie Virtuti Militari
| Żołnierze pułku odznaczeni Krzyżem Srebrnym Orderu Wojskowego Virtuti Militari za wojnę 1918–1920 | Żołnierze pułku odznaczeni Krzyżem Srebrnym Orderu Wojskowego Virtuti Militari za wojnę 1918–1920 | Żołnierze pułku odznaczeni Krzyżem Srebrnym Orderu Wojskowego Virtuti Militari za wojnę 1918–1920 |
| ------------------------------------------------------------------------------------------------- | ------------------------------------------------------------------------------------------------- | ------------------------------------------------------------------------------------------------- |
| mjr SG Bogusław Szul-Skjöldkrona                                                                  | kpt. Piotr Kończyc                                                                                | ś.p. kpt. Julian Kownacki                                                                         |
| por. Piotr Kaczała                                                                                | por. Jan Karlijet                                                                                 | ppor. Stanisław Ilkowski                                                                          |
| por. Józef Kiczka                                                                                 | ś.p. ppor. Marcin Nawrocki                                                                        | chor. Józef Korzonek                                                                              |
| st. sierż. Leon Cieśla nr 1217                                                                    | st. sierż. Michał Góreczny                                                                        | st. sierż. Julian Lis                                                                             |
| sierż. Władysław Królewicz                                                                        | sierż. Emil Nowak                                                                                 | sierż. Stanisław Nowak († 7 VIII 1920 Petryków)                                                   |
| plut. Andrzej Głód                                                                                | plut. Stanisław Janas                                                                             | plut. Jan Malina                                                                                  |
| plut. Szczepan Marcinkowski                                                                       | plut. Stanisław Stawarz                                                                           | plut. Tabisz                                                                                      |
| st. szer. Józef Kutlewicz                                                                         | szer. Franciszek Błach                                                                            | szer. Józef Mazur                                                                                 |

## Pułk w okresie pokoju

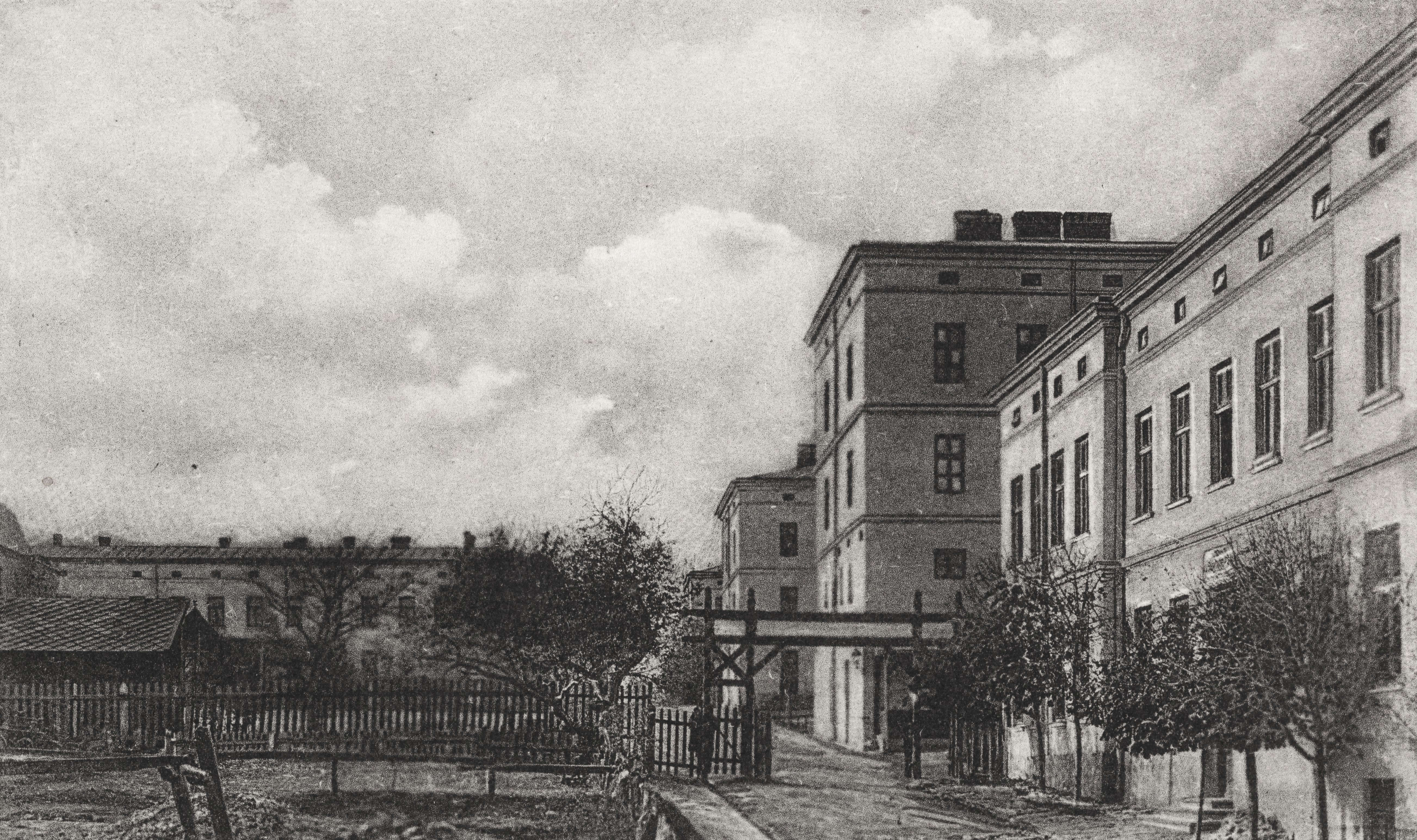
Koszary 52 pp w Złoczowie

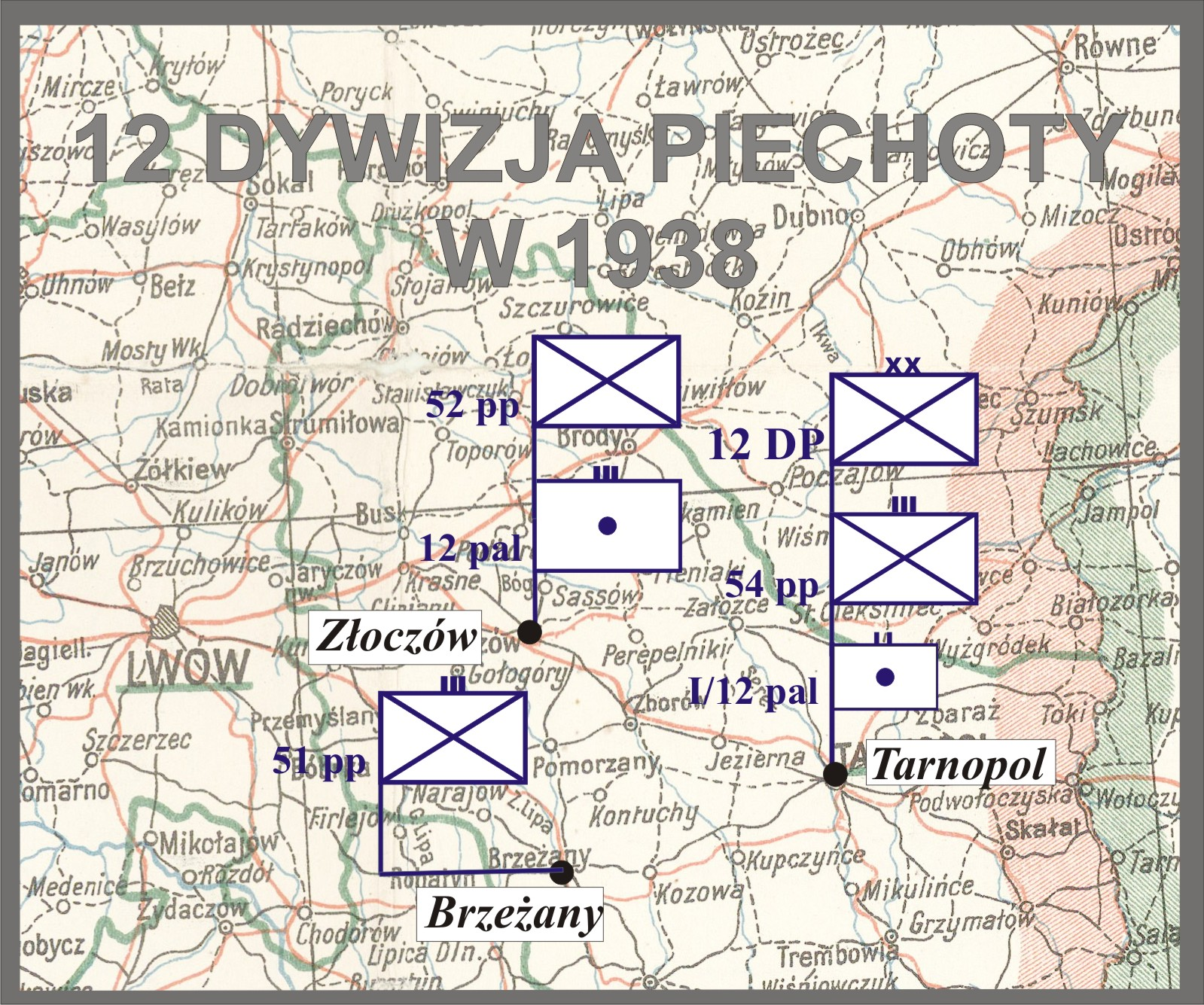
12 Dywizja Piechoty w 1938

Pułk stacjonował w garnizonie Złoczów. Wchodził w skład 12 Dywizji Piechoty.
7 września 1924 do miasta przybył Prezydent Rzeczypospolitej Polskiej Stanisław Wojciechowski, który uczestniczył w uroczystości poświęcenia sztandaru pułkowego.
Na podstawie rozkazu wykonawczego Ministerstwa Spraw Wojskowych do Departamentu Piechoty o wprowadzeniu organizacji piechoty na stopie pokojowej PS 10-50 z 1930 roku, w Wojsku Polskim wprowadzono trzy typy pułków piechoty. 52 pułk piechoty zaliczony został do typu II pułków piechoty (tzw. wzmocnionych). W każdym roku otrzymywał około 845 rekrutów. Stan osobowy pułku wynosił 68 oficerów oraz 1900 podoficerów i szeregowców. Na czas wojny przewidywany był do pierwszego rzutu mobilizacyjnego. W okresie zimowym posiadał dwa bataliony starszego rocznika i batalion szkolny, w okresie letnim zaś trzy bataliony strzeleckie. Jego stany były wyższe od pułku „normalnego” (typ I) o ok. 400–700 żołnierzy.
19 maja 1927 roku Minister Spraw Wojskowych marszałek Polski Józef Piłsudski ustalił i zatwierdził dzień 28 czerwca, jako datę święta pułkowego. Pułk obchodził swoje święto w rocznicę chrztu bojowego w roku 1919. Po raz pierwszy święto obchodzono w roku 1922.
| Obsada personalna i struktura organizacyjna w marcu 1939 | Obsada personalna i struktura organizacyjna w marcu 1939 |
| Stanowisko                                               | Stopień, imię i nazwisko                                 |
| Dowództwo                                                | Dowództwo                                                |
| -------------------------------------------------------- | -------------------------------------------------------- |
| dowódca pułku                                            | płk piech. Stanisław II Dąbek                            |
| I zastępca dowódcy                                       | ppłk Witold Ciechanowicz                                 |
| adiutant                                                 | por. Romuald Konarzewski                                 |
| starszy lekarz                                           | ppłk lek. dr Stanisław Kublin                            |
| młodszy lekarz                                           | ppor. lek. Lucjan Ludwik Witkowski                       |
| II zastępca dowódcy (kwatermistrz)                       | mjr Antoni Tobiasiewicz                                  |
| oficer mobilizacyjny                                     | kpt. Stanisław Antoni Kański                             |
| zastępca oficera mobilizacyjnego                         | kpt. adm. (piech.) Józef Jan Senkowski                   |
| oficer administracyjno-materiałowy                       | kpt. adm. (piech.) Teodor Grzęda                         |
| oficer gospodarczy                                       | por. int. Józef Strycki                                  |
| oficer żywnościowy                                       | por. Zygmunt Mauthe                                      |
| oficer taborowy                                          | kpt. tab. Władysław Sładki                               |
| kapelmistrz                                              | por. adm. (kapelm.) Antoni Płóciennik                    |
| dowódca plutonu łączności                                | por. Ryszard Kolm                                        |
| dowódca plutonu pionierów                                | por. Wiesław Tymoteusz Górski                            |
| dowódca plutonu artylerii piechoty                       | por art. Franciszek Garwol                               |
| dowódca plutonu ppanc.                                   | por. Władysław Franciszek Zawadowicz                     |
| dowódca oddziału zwiadu                                  | ppor. Bolesław Ścigacz                                   |
| I batalion                                               |                                                          |
| dowódca batalionu                                        | mjr dypl. Wacław Spława-Neyman                           |
| dowódca 1 kompanii                                       | kpt. Adolf Kowarsch                                      |
| dowódca plutonu                                          | por Adolf Szawel                                         |
| dowódca plutonu                                          | ppor. Eugeniusz Gniewek                                  |
| dowódca 2 kompanii                                       | kpt. Zygmunt Piotrowski                                  |
| dowódca plutonu                                          | ppor. Aleksander Kapis                                   |
| dowódca 3 kompanii                                       | por. Jerzy Jan Kassube                                   |
| dowódca plutonu                                          | ppor. Władysław Włodarczyk                               |
| dowódca 1 kompanii km                                    | kpt. Adam Józef Królikowski                              |
| dowódca plutonu                                          | por. Kazimierz Rudolf Loster                             |
| II batalion                                              |                                                          |
| dowódca batalionu                                        | mjr dypl. Stanisław Kramar                               |
| dowódca 4 kompanii                                       | kpt. Emil Józef Świdziński                               |
| dowódca plutonu                                          | por. Stefan Józef Drożak                                 |
| dowódca 5 kompanii                                       | kpt. Izydor Adolf Gwoźdź                                 |
| dowódca plutonu                                          | por. Stanisław Merian                                    |
| dowódca 6 kompanii                                       | kpt. Antoni Żochowski                                    |
| dowódca plutonu                                          | ppor. Szczepan Boczek                                    |
| dowódca 2 kompanii km                                    | por. Bronisław Żeglin                                    |
| dowódca plutonu                                          | ppor. Michał Juchnicki                                   |
| III batalion                                             |                                                          |
| dowódca batalionu                                        | mjr Jan IV Jaworski                                      |
| dowódca 7 kompanii                                       | por. Stanisław Zygmunt Czernicki                         |
| dowódca plutonu                                          | ppor. Marian Michał Pracel                               |
| dowódca 8 kompanii                                       | kpt. Zygmunt Aleksander Marten                           |
| dowódca plutonu                                          | ppor. Stefan Siwiec                                      |
| dowódca plutonu                                          | ppor. Zdzisław Antoni Orkisz                             |
| dowódca 9 kompanii                                       | kpt. Marian Jerzy Kuźniewicz                             |
| dowódca plutonu                                          | ppor. Kazimierz Siedlecki                                |
| dowódca 3 kompanii km                                    | kpt. Michał Józef Trondowski                             |
| dowódca plutonu                                          | ppor. Konrad Henryk Perlik                               |
| na kursie                                                | kpt. Jan Cichowski                                       |
| na kursie                                                | por. Jan Jasko                                           |
| na kursie                                                | ppor. Aleksander Jan Jastrzębski                         |
| na kursie                                                | por. Edward Gąsior                                       |
| Dywizyjny Kurs Dla Podoficerów Nadterminowych 12 DP      |                                                          |
| dowódca                                                  | kpt. Paweł Kornaus                                       |
| dowódca plutonu                                          | por. Stefan Adamowicz                                    |
| dowódca plutonu                                          | ppor. Zdzisław Kazimierz Klepacki                        |

## Pułk w kampanii wrześniowej
W czasie kampanii wrześniowej 1939 roku pułk walczył w składzie 12 Dywizji Piechoty należącej do Armii „Prusy”.
| Struktura organizacyjna i obsada personalna we wrześniu 1939 | Struktura organizacyjna i obsada personalna we wrześniu 1939 |
| Stanowisko                                                   | Stopień, imię i nazwisko                                     |
| Dowództwo                                                    | Dowództwo                                                    |
| ------------------------------------------------------------ | ------------------------------------------------------------ |
| dowódca pułku                                                | ppłk dypl. piech. Jan Rudolf Gabryś                          |
| I adiutant                                                   | por. Romuald Konarzewski                                     |
| II adiutant                                                  | ppor. rez. Michał Skórski                                    |
| oficer informacyjny                                          | N.N.                                                         |
| oficer łączności                                             | por. Ryszard Kohn                                            |
| kwatermistrz                                                 | kpt. Zygmunt Aleksander Marten                               |
| oficer płatnik                                               | ppor. rez. Aleksander Macedoński                             |
| oficer żywnościowy                                           | ppor. rez. Wojciech Żurkowski                                |
| naczelny lekarz                                              | ppor. lek. Longin Witkowski                                  |
| kapelan                                                      | kpl. rez. ks. Antoni Józef Czwaczka                          |
| dowódca kompanii gospodarczej                                | ppor. rez. inż. Włodzimierz Szepczyński                      |
| I batalion                                                   |                                                              |
| dowódca batalionu                                            | kpt. Adolf Kowarsz                                           |
| adiutant                                                     | ppor. rez. Michał Hewałło                                    |
| dowódca 1 kompanii strzeleckiej                              | ppor. rez. Karol Jaskólski                                   |
| dowódca 2 kompanii strzeleckiej                              | ppor. Aleksander Kapis                                       |
| dowódca 3 kompanii strzeleckiej                              | kpt. Zygmunt Piotrowski                                      |
| dowódca 1 kompanii ckm                                       | kpt. Adam Józef Królikowski                                  |
| II batalion                                                  |                                                              |
| dowódca batalionu                                            | kpt. Antoni Żochowski                                        |
| adiutant                                                     | ppor. rez. Marian Hieronim Kratochwil                        |
| dowódca 4 kompanii strzeleckiej                              | kpt. Emil Józef Świdziński                                   |
| dowódca 5 kompanii strzeleckiej                              | por. Stanisław Merian                                        |
| dowódca 6 kompanii strzeleckiej                              | por. rez. Stanisław Filip Jaworowicz                         |
| dowódca 2 kompanii ckm                                       | por. Bronisław Żeglin                                        |
| III batalion                                                 |                                                              |
| dowódca batalionu                                            | mjr Józef Załęski                                            |
| adiutant                                                     | NN                                                           |
| dowódca 7 kompanii strzeleckiej                              | por. Stanisław Czarniecki                                    |
| dowódca 8 kompanii strzeleckiej                              | kpt. Antoni Kwiatkowski                                      |
| dowódca 9 kompanii strzeleckiej                              | kpt. Marian Jerzy Kuźniewicz                                 |
| dowódca 3 kompanii ckm                                       | kpt. Michał Józef Trondowski                                 |
| Pododdziały specjalne                                        |                                                              |
| dowódca kompanii przeciwpancernej                            | kpt. Władysław Franciszek Gładysz                            |
| dowódca plutonu artylerii piechoty                           | por. Franciszek Garwol                                       |
| dowódca kompanii zwiadowców                                  | ppor. Bolesław Ścigacz                                       |
| dowódca plutonu pionierów                                    | por. Wiesław Tymoteusz Górski                                |
| dowódca plutonu przeciwgazowego                              | por. Stefan Józef Drożak                                     |

## Symbole pułkowe

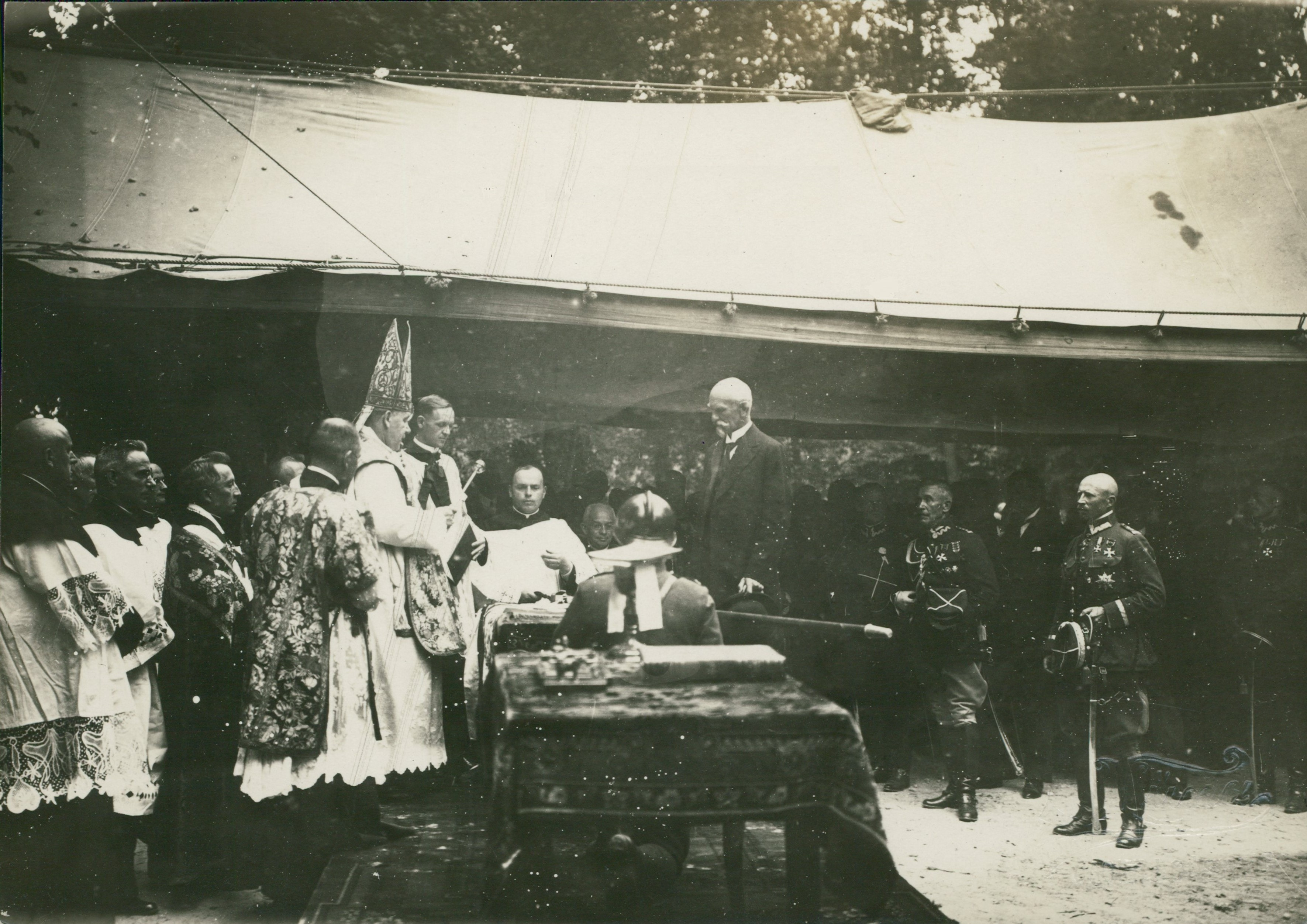
Poświęcenie sztandaru 52 pp w Złoczowie 7 września 1924; widoczny prezydent Stanisław Wojciechowski.

### Sztandar
31 sierpnia 1919 roku pułk otrzymał chorągiew ufundowaną przez towarzystwo „Pro Polonia” z Turynu.
29 lutego 1924 roku Prezydent RP zatwierdził wzór chorągwi 52 pp. 7 września 1924 Prezydent RP Stanisław Wojciechowski wręczył pułkowi chorągiew ufundowaną przez społeczeństwo powiatów: złoczowskiego, zborowskiego, przemyślańskiego.

### Odznaka pamiątkowa
7 listopada 1929 roku Minister Spraw Wojskowych marszałek Polski Józef Piłsudski zatwierdził wzór i regulamin odznaki pamiątkowej 52 pp. Odznaka o wymiarach 38 x 38 mm ma kształt krzyża kawalerskiego, którego ramiona emaliowane są w kolorze granatowym. Na środku krzyża na czerwonym tle nałożony srebrny orzeł wz. 1927, okolony złotym wieńcem laurowym. Między ramionami krzyża umieszczone są trójzębne proporczyki w barwach francuskich i włoskich, rozmieszczonych po przekątnej. Na ramionach krzyża wpisano numer „52”. Odznaka oficerska, dwuczęściowa, wykonana w srebrze, emaliowana. Na rewersie próba srebra i imiennik grawera AN – Adam Nagalski z Warszawy. Autorem projektu odznaki był kpt. Józef Stojek.

## 52 pułk piechoty Strzelców Kresowych Armii Krajowej
W obwodzie złoczowskim odtwarzano 52 pułk piechoty Strzelców Kresowych. Komendant obwodu był jednocześnie dowódcą pułku. Odtworzony pułk wszedł w skład 12 Dywizji Piechoty AK.

## Strzelcy kresowi
Dowódcy pułku
- płk armii franc. Augier (do 18 IX 1919[29])
- mjr armii franc. Simon (19 IX – 15 X 1919[29])
- mjr armii franc. Lureau (16 X – 14 XI 1919[29])
- mjr Władysław Obst (15 XI – 11 XII 1919[29])
- płk piech. Konstanty Oświeciński (12 XII 1919 – 2 VI 1920 ranny[31][32])
- kpt. Piotr Kończyc (p.o. 3 – 26 VI 1920[29])
- mjr Anatol Laudański (p.o. 27 VI – 22 VII 1920[33])
- płk piech. Konstanty Oświeciński (23 VII – 1 VIII 1920[29])
- kpt. Piotr Kończyc (od 2 VIII 1919[29])
- ppłk piech. Eugeniusz Witwicki (od 15 X 1921)
- ppłk / płk piech. Stanisław Powroźnicki (1923 - X 1924)
- płk SG Tadeusz Malinowski (1 III 1925[34] - 17 III 1927 → dowódca piechoty dywizyjnej 21 DP[35])
- płk dypl. piech. Wilhelm Lawicz-Liszka (31 III 1927 – 23 XII 1929 → szef samodzielnego wydziału wojskowego przy Ministerstwie Komunikacji[36])
- ppłk piech. Jan Chodźko-Zajko[e][f] (23 XII 1929[36] - 1937 → komendant miasta Lwów)
- płk piech. Stanisław Dąbek (1937 - VII 1939 → dowódca Morskiej Brygady ON)
- ppłk dypl. piech. Jan Rudolf Gabryś (VII - IX 1939)

Zastępcy dowódcy pułku
- ppłk piech. Filip Brzezicki (10 VII 1922[40] – 31 III 1927 → dowódca 5 psp[41])
- ppłk piech. Bolesław Wilhelm Pytel (31 X 1927 – IV 1928 → dowódca 26 pp)
- ppłk. piech Józef I Lewicki (1928 – IV 1929 → p.o. komendanta PKU Złoczów[42])
- ppłk piech. Marian Raczyński (IV 1929[43] – III 1932 → dowódca 12 pp[44])
- ppłk piech. Walenty Nowak (20 VI 1932[44] – IV 1935 → zastępca komendanta SPPiech.[45])
- ppłk dypl. Stefan Szlaszewski (4 VII 1935[46] – XI 1938 → 2 psp)
- ppłk piech. Witold Ciechanowicz (1939[47])

### Obsada personalna i rozmieszczenie pułku w 1944
- dowódca – por. Pius Szuster ps. „Dolina”, „Bug”, „Grom”, „Orkan”
- zastępca dowódcy – por. Michał Horwath
- adiutant - ppor. Mieczysław Obertyński
- oficer sztabu – ppor. Edward Kisielewski ps. „Kowalski”
- 1 kompania – st. sierż Michał Dąbrowski (miasto Złoczów, wsie Jelechowice i Bieniów)
- 2 kompania – st. sierż. Ignacy Kruk (Woroniaki, Jasieniowce i Boniszyn)
- 3 kompania – st. sierż. Kotów (Folwarki, Hrutyn, Zarwanicę i Kozaki)
- 4 kompania – st. sierż. Marcin Barabasz „Soplica” (Wicyń z uciekinierami z sąsiednich wiosek[h])
- 5 kompania – st. sierż. Jan Mazurczak ps. „Kot” (Kondratów, Gołogóry, Gołogórki, Ścianka)
- 6 kompania (Krasne, Pietrycze)
- 7 kompania – sierż Kazimierz Klaub[i], potem plutonowy Gorbaczewski (Koltów, Kruhów, Opaki i Ruda Koltowska).
- 8 kompania – st. sierż. Marcin Sierociuk (Huta Pieniacka, Huta Werchobuska i Majdan)[j]
- 9 kompania – st. sierż. Stanisław Czeredark "Rum" (Usznia, Gowareczyzna, Hucisko Oleskie, Podhorce i Olesko)

### Żołnierze 52 pułku piechoty – ofiary zbrodni katyńskiej
Biogramy zamordowanych oficerów znajdują się na stronie internetowej Muzeum Katyńskiego.
| Nazwisko i imię           | stopień           | zawód                | miejsce pracy przed mobilizacją            | zamordowany |
| ------------------------- | ----------------- | -------------------- | ------------------------------------------ | ----------- |
| Bury Dominik              | ppor. rez.        |                      |                                            | Katyń       |
| Dżugan Włodzimierz        | ppor. rez.        | urzędnik             | Urząd Miejski we Lwowie                    | Katyń       |
| Halarewicz Stanisław      | ppor. rez.        | nauczyciel           | Szkoła Powszechna w Załoźcach              | Katyń       |
| Jaworowski Zygmunt        | ppor. rez.        | urzędnik             | Urząd Skarbowy w Zborowie                  | Katyń       |
| Kassube Jerzy Jan         | porucznik         | żołnierz zawodowy    | dowódca 3/52 pp                            | Katyń       |
| Kisielewicz Julian        | plut. pchor. rez. | student UJK          |                                            | Katyń       |
| Klepacki Zdzisław         | podporucznik      | żołnierz zawodowy    | dca pl kursu dla podoficerów12 DP          | Katyń       |
| Kondzierski Włodzimierz   | ppor. rez.        | mgr                  |                                            | Katyń       |
| Krawiec Tadeusz           | ppor. rez.        |                      | Kuratorium we Lwowie                       | Katyń       |
| Kromer Tadeusz Jan        | ppor. rez.        |                      | Starostwo w Zbarażu                        | Katyń       |
| Krzywoszański Józef       | por. rez.         | nauczyciel           | szkoła w Hodorówce                         | Katyń       |
| Kudelski Kazimierz        | ppor. rez.        | urzędnik             | Urząd Skarbowy w Zborowie                  | Katyń       |
| Mauthe Zygmunt            | porucznik         | żołnierz zawodowy    |                                            | Charków     |
| Nawarowski Józef          | ppor. rez.        | prawnik              |                                            | Katyń       |
| Pieniążek Romuald         | ppor. rez.        | inżynier budownictwa |                                            | Katyń       |
| Rybczyński Jan            | ppor. rez.        | handlowiec           |                                            | Katyń       |
| Schneider Tadeusz         | ppor. rez.        |                      | Huta „Baildon”                             | Katyń       |
| Siwiec Stefan             | podporucznik      | żołnierz zawodowy    | dowódca plutonu 8/52 pp                    | Katyń       |
| Tarnawski Julian          | por. rez.         | prawnik              | Sąd w Rudkach k. Lwowa                     | Katyń       |
| Walczak Stanisław         | ppor. rez.        |                      |                                            | Katyń       |
| Włodarczyk Władysław      | podporucznik      |                      | ?                                          | Katyń       |
| Włodarski Mieczysław      | porucznik         | żołnierz zawodowy    | komendant PW Siedlce (przy 22 pp)          | Katyń       |
| Wojakowski Zenon Baltazar | ppor. piech. rez. | nauczyciel           | gimnazjum w Orłowej                        | Katyń       |
| Wojciechowski Zygmunt     | pchor. rez.       |                      | urząd Gminy w Wiśniowczyku                 | Katyń       |
| Zajączkowski Tadeusz      | ppor. rez.        | technik mierniczy    | Zarząd Dróg w Zborowie                     | Katyń       |
| Zaleski Jan               | por. rez.         | prawnik, dr          | Sąd Okręgowy w Złoczowie                   | Katyń       |
| Zawadowicz Władysław      | porucznik         | żołnierz zawodowy    | dowódca plutonu ppanc.                     | Katyń       |
| Bezuhły Jerzy             | ppor. rez.        | prawnik              | Starostwo w Złoczowie                      | Charków     |
| Boczek Szczepan           | podporucznik      | żołnierz zawodowy    | dowódca plutonu 6/52 pp                    | Charków     |
| Broniewski Jerzy          | ppor. rez.        | urzędnik             | Urząd Skarbowy w Złoczowie                 | Charków     |
| Byra Jan                  | kpt. rez.         | filolog, mgr         | inspektor szkolny w Złoczowie              | Charków     |
| Cichowski Jan             | kapitan           | żołnierz zawodowy    | „na kursie”                                | Charków     |
| Cybyk Aleksander          | ppor. rez.        | urzędnik             | Urząd Skarbowy w Tarnopolu                 | Charków     |
| Czekoński Kazimierz       | por. rez.         | prawnik              | Inspektorat Szkolny we Lwowie              | Charków     |
| Foryst Ferdynand          | por. rez.         | prawnik              | ZUS we Lwowie                              | Charków     |
| Gabryś Jan Rudolf         | płk dypl.         | żołnierz zawodowy    | dowódca pułku (IX 39)                      | Charków     |
| Herman Władysław          | ppor. rez.        | nauczyciel           | kier. szkoły w Mitelinie                   | Charków     |
| Hrab Jan                  | por. rez.         | nauczyciel           | szkoła w Daniłowicach                      | Charków     |
| Iwanowski Bogdan          | ppor. rez.        | prawnik, mgr         |                                            | Charków     |
| Jawniak Augustyn          | ppor. rez.        | inżynier rolnik      |                                            | Charków     |
| Kornaus Paweł             | kapitan           | żołnierz zawodowy    | dca Kursu Podoficerów Nadterminowych 12 DP | Charków     |
| Kral Mieczysław           | kpt. rez.         | publicysta           | (e)                                        | Charków     |
| Lax Leonard               | ppor. rez.        | urzędnik             |                                            | Charków     |
| Macedoński Józef          | ppor. rez.        | handlowiec           |                                            | Charków     |
| Malinowski Tadeusz        | ppor. rez.        | prawnik              |                                            | Charków     |
| Marks Jakub               | ppor. rez.        | urzędnik             | bank                                       | Charków     |
| Niesłuchowski Michał      | ppor. rez.        | urzędnik             |                                            | Charków     |
| Nowak Adam Antoni         | ppor. rez.        | architekt            |                                            | Charków     |
| Ryszkiewicz Michał        | ppor. rez.        | urzędnik             | pracował we Lwowie                         | Charków     |
| Sładki Władysław          | kapitan           | żołnierz zawodowy    | dowódca kompanii gospodarczej 52 pp        | Charków     |
| Świdziński Emil           | kapitan           | żołnierz zawodowy    | dowódca 4/52 pp                            | Charków     |
| Tarnawski Antoni          | por. piech. rez.  | nauczyciel           |                                            | Charków     |
| Thron Fryderyk            | ppor. rez.        |                      |                                            | Charków     |
| Borczyk Wacław            | ppor. rez.        | prawnik              | sędzia Sądu Grodzkiego w Olesku            | ULK         |
| Foltyk Kazimierz          | ppor. rez.        | urzędnik             | działacz Związku Strzeleckiego             | ULK         |
| Górski Wiesław            | plut. pchor.      | urzędnik             | Wydział Leśny Starostwa w Bóbrce           | ULK         |
| Ścigacz Bolesław          | podporucznik      | żołnierz zawodowy    | dowódca plutonu zwiadu                     | ULK         |